# Multiple patterning

Fig.1 Cas concret de Double Patterning (estampació doble) aplicant la tècnica de SADP : a partir d'unes estructures incials (a) s'aconsegueix estructures de doble densitat (f)

Multiple patterning (en anglès estampació múltiple) és un tipus de tecnologia per a fabricar circuits integrats (IC), desenvolupada mitjançant la tècnica de fotolitografia i amb la finalitat d'augmentar la densitat de les estructures internes dels circuits integrats. Per exemple, si es realitza una estampació doble (vegeu Fig.1) a partir d'una densitat d'estructures inicials (a) s'aconsegueixen estructures de densitat doble (f).

## Tècniques més importants

### Pitch splitting

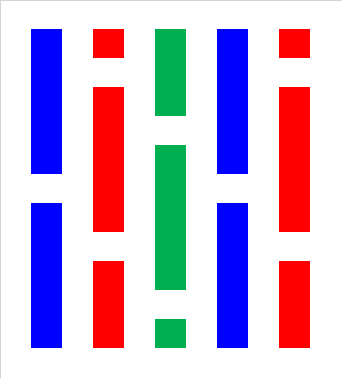
Fig.2 Estampació triple amb el mètode LELELE : cada color representa una estampació diferent

En anglès, divisió de la trama, és de les primeres tècniques i consisteix a dividir l'estamtació inicial en diferents parts i llavors es van aplicant les diferents màscares mitjançant exposició fotoLitogràtica (Expose) i gravació (Etch). També es pot anomenar LE-LE en cas de doble exposició. Si l'exposició és triple s'abreuja LELELE o 193i (vegeu Fig.2)

### Sidewall Image Transfer
En anglès, transferència d'imatge en les partes laterals, es pot observar el procés en la Fig.1. La doble estampació s'aconsegueix fent créixer l'estructura en les parets de l'estructura inicial. També s'anomena SADP (acrònim de Self Aligned Double Patterning). En el cas que tornem a aplicar el procés llavors s'obtindran estructures quàdruples i s'anomenen SAQP (Self-Aligned Quadruple Patterning).

## Aplicacions reals
| Empresa         | Node | Tècnica         | Inici de Producció |
| --------------- | ---- | --------------- | ------------------ |
| Intel           | 10nm | SAQP            | finals de 2017     |
| TSMC            | 7nm  | 4P4E (LELELELE) | inicis de 2017     |
| Samsung         | 10nm | LELELE          | final de 2016      |
| GlobalFoundries | 7nm  | Quad patterning | 2018               |